# Erioptera troglodyta
Erioptera troglodyta är en tvåvingeart som beskrevs av Edwards 1918. Erioptera troglodyta ingår i släktet Erioptera och familjen småharkrankar. Inga underarter finns listade i Catalogue of Life.